# Півень (прикраса)

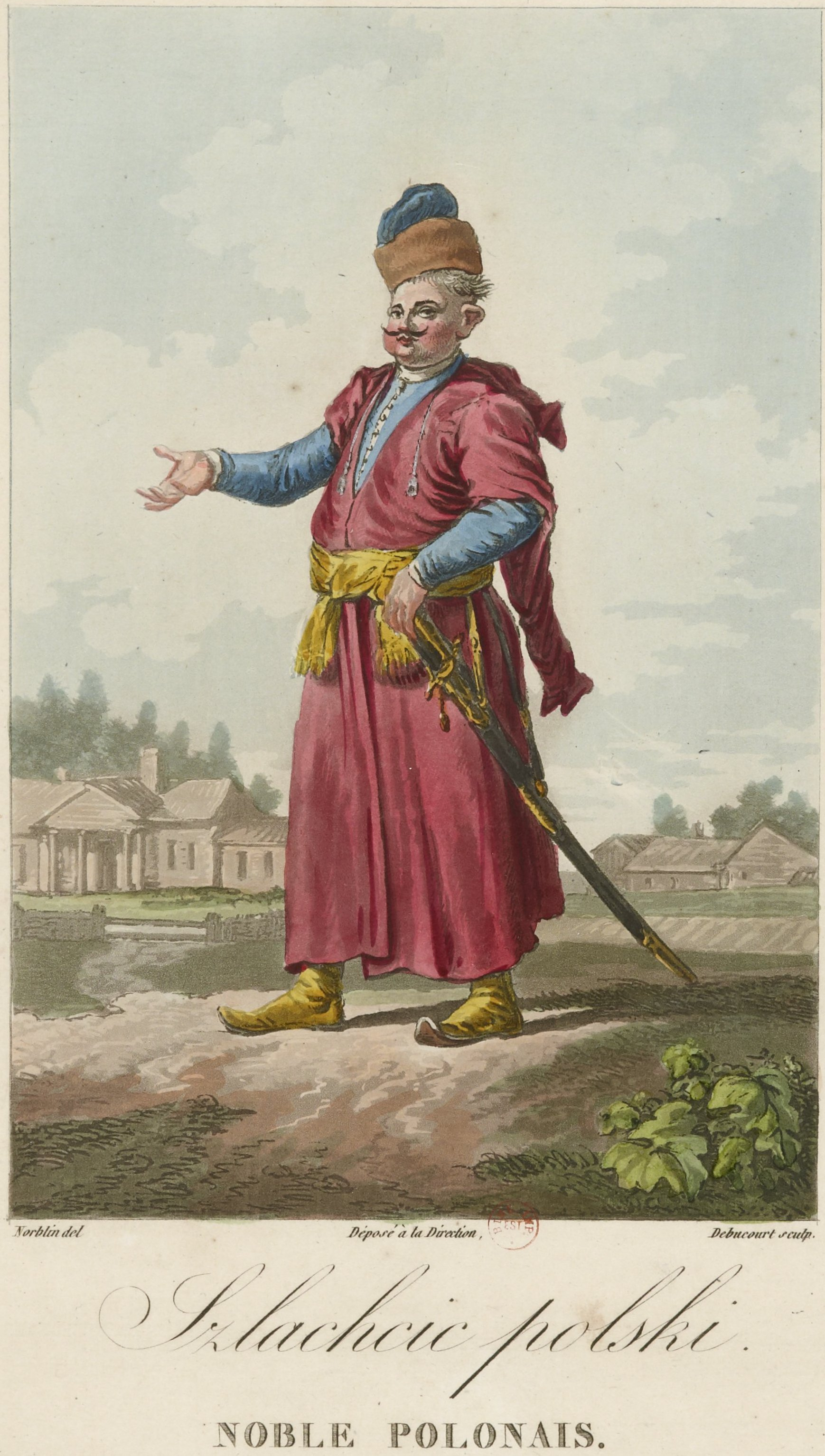
Возний розім'яв його пояс, слуцький пояс, литий пояс,
У яких товсті члени сяють як шпаклівки…
(Адам Міцкевич Пан Тадеуш, книга I, Хутір)

Півень (кутас, хваст, кваст) — у XVII і XVIII століттях в Польщі, прикраса у вигляді пензлика з ниток чи шнурків на кінці мотузки, яка прикріплювалася до поясу як декоративний елемент.
Він часто являв собою декоративну обробку на багатших шамерунках (у військовому вбранні) і хабітах. Також використовувався як декоративний елемент на деяких типах капелюхів (наприклад, нічному ковпаку) і шторах.
Іноді також так називають сучасну бахрому і помпони.